# Roca Castellana
Roca Castellana är en bergstopp i Spanien.   Den ligger i provinsen Província de Lleida och regionen Katalonien, i den nordöstra delen av landet, 500 km nordost om huvudstaden Madrid. Toppen på Roca Castellana är 2 045 meter över havet, eller 52 meter över den omgivande terrängen. Bredden vid basen är 1,4 km.
Terrängen runt Roca Castellana är kuperad åt sydväst, men åt nordost är den bergig. Runt Roca Castellana är det tätbefolkat, med 286 invånare per kvadratkilometer. Närmaste större samhälle är La Seu d'Urgell, 11,4 km sydost om Roca Castellana. I omgivningarna runt Roca Castellana växer i huvudsak blandskog.